# Ratkószuha
Ratkószuha (szlovákul: Ratkovská Suchá) község Szlovákiában, a Besztercebányai kerületben, a Rimaszombati járásban.

## Fekvése
Nagyrőcétől 18 km-re, délnyugatra fekszik az 526-os (Nyustya-Jolsva) országút mentén. Nyugatról Rónapatak, északkeletről Poloszkó, keletről Ratkó, délkeletről Ratkószabadi, délnyugatról pedig Dobrapatak községekkel határos.

## Története
1323-ban „Zuha” néven említik először. A település eredetileg nem a mai helyén, hanem a Stráne nevű magaslaton feküdt, de vízhiány miatt lakói később az alacsonyabban fekvő helyre költöztek. A község elnevezése ennek ellenére továbbra is suchá, azaz száraz maradt. Első birtokosai a Derencsényiek voltak, később a Bakos és Lórántffy családok birtokolták. 1427-ben 16 portával adózott. A 18. századtól a murányi váruradalomhoz tartozott. 1773-ban 5 jobbágy és 40 zsellércsaládja volt.
Vályi András szerint: „Alsó, Felső, és Ratko Szuha. Elegyes faluk Gömör Várm. földes Uraik Gróf Koháry, Ragályi, és több Uraságok, fekszenek Zádorfalvához nem meszsze, a’ Szuha vőlgyén; lakosaik katolikusok, és reformátusok, földgyeik középszerűek, mint vagyonnyaik.”
1828-ban 50 házában 479 lakos élt. Lakói állattartással, fuvarozással, vászonszövéssel, később bányászattal, erdei munkákkal foglalkoztak.
Fényes Elek szerint: „Szuha, (Ratkó), tót falu, Gömör és Kis-Honth egyesült vmegyékben, Ratkóhoz 1/2 órányira; egy felemelkedett helyen: 10 kath., 469 evang. lak., kik közt posztós is találtatik. F. u. többen.”
Gömör-Kishont vármegye monográfiája szerint: „Ratkószuha, Ratkó közelében fekvő tót kisközség, 56 házzal és 318 ág. h. ev. vallású lakossal. E község 1357-ben Zuha néven a Derencsényiek birtoka. A Koháryakról a Coburg herczegi család birtokába került, de a Fáy család is birtokosa volt. A XVIII. században Susseni tót néven is említik. Lakosai gyapjúharisnyákat és keztyűket, továbbá zsinórokat és öveket készítettek és ezekkel kereskedtek. A község evangelikus temploma 1701-ben épült. Ide tartozik Ratkó-Szuhahegy. A község postája Ratkó, távírója és vasúti állomása pedig Nyustya.”
A trianoni békeszerződésig területe Gömör-Kishont vármegye Ratkói járásához tartozott.
A község jelenleg egyre inkább üdülőtelepülés képét ölti.

## Népessége
| Év:            | 1994. | 2004.   | 2014.    | 2024.    |
| -------------- | ----- | ------- | -------- | -------- |
| Emberek száma: | 67    | 68      | 49       | 39       |
| Eltérés:       |       | +1,49 % | -27,94 % | -20,40 % |

| Év:            | 2023. | 2024.   |
| -------------- | ----- | ------- |
| Emberek száma: | 42    | 39      |
| Eltérés:       |       | -7,14 % |

1910-ben 344, túlnyomórészt szlovák lakosa volt.
2001-ben 54 lakosából 53 szlovák volt.
2011-ben 53 lakosából 52 szlovák.

## Nevezetességei
- Evangélikus temploma 1817-ben épült klasszicista stílusban, 1949-ben megújították.
- Haranglába 1925-ben épült.

## Külső hivatkozások
- Községinfó
- Ratkószuha a régió turisztikai honlapján
- E-obce.sk Archiválva 2007. december 8-i dátummal a Wayback Machine-ben